# Hedysarum olgae
Hedysarum olgae är en ärtväxtart som beskrevs av Boris Fedtjenko. Hedysarum olgae ingår i släktet buskväpplingar, och familjen ärtväxter. Inga underarter finns listade i Catalogue of Life.